# Сретен Кашиковић
Сретен Кашиковић (Сарајево, 1892, – Сарајево, 9. мај 1927) био је српски учитељ, новинар и национални радник.

## Биографија
Био је син Стоје и Николе Т., националних радника. У Београду је завршио три разреда Богословије „Свети Сава“, коју је напустио због губитка стипендије српске владе, а у Шапцу четврти разред гимназије. У Сарајеву је похађао Мушку препарандију, а потом, послије положеног учитељског испита, радио је у Српској основној школи. Учествовао је у омладинском националном покрету. За вријеме балканских ратова (1912–1913) био је ратни извјештач сарајевског листа „Српска ријеч“. Сарађивао је са часописом „Босанска вила“ и СПКД „Просвјета“. Током Првог свјетског рата ухапшен је и оптужен, са родитељима и братом Предрагом, за „злочинство велеиздаје“. Одлуком Окружног суда у Сарајеву, пуштен је из истражног затвора због недостатка доказа и по казни упућен на руски фронт. Након што је из аустроугарске војске пребјегао на руску страну, 1917. додијељен је српском посланству у Москви. Послије избијања Октобарске револуције (1917), придружио се српској војсци у Одеси. Након повратка у Сарајево, са оцем је 1925. отворио књижару, која је радила и као антикварница. Сарађивао је са листом „Братство“, који је издавало Српско православно братство Светог Саве у Сарајеву. Преводио је са руског језика.